# Pravasi Bharatiya Samman
Der Pravasi Bharatiya Samman (englisch Pravasi Bharatiya Samman Award, auch Non-Resident Indian Award, Abk. PBSA) ist eine hohe staatliche Auszeichnung Indiens, mit der seit dem Jahre 2003 verdiente Personen der indischen Diaspora gewürdigt werden.

## Prozedere
Die Vergabe des Preises erfolgt formal durch den Indischen Staatspräsidenten. Die Verleihung ist Programmbestandteil des Pravasi Bharatiya Divas am 9. Januar jeden Jahres, dem Non-resident Indian Day, einem besonderen Gedenktag der Auslandsinder. Dieser Tag erinnert an die Ankunft von Mahatma Gandhi in Indien, nachdem er Südafrika verlassen hatte. Alle Vorschläge zur Preisverleihung, die Vorbereitungen und die organisatorische Gesamtverantwortung für diesen Tag liegen beim Ministerium für Überseeangelegenheiten Indiens (Ministry of Overseas Indian Affairs, MOIA).

## Kriterien
Der Pravasi Bharatiya Samman kann an Inder mit Aufenthaltsort außerhalb Indiens (Non-resident Indian, NRIs) und an indischstämmige Personen (Persons of Indian Origin, PIOs), die eine andere Staatsbürgerschaft besitzen, verliehen werden. Ebenso können Organisationen und Institutionen diese Auszeichnung erhalten, deren Gründung auf dem Einsatz solcher Personen beruht oder von ihnen geführt werden.
Kriterien zur Verleihung des Pravasi Bharatiya Samman sind Verdienste:
- zum besseren Verständnisses Indiens im Ausland,
- zur Unterstützung indischer Angelegenheiten in besonderer Weise,
- zur Bildung enger Beziehungen zwischen Indien, der indischen Gemeinschaft in Übersee und deren Aufenthaltsland,
- bei sozialen und humanitären Leistungen in Indien oder im Ausland,
- durch Unterstützung einer regionalen indischen Gemeinschaft (community)
- durch philanthropisches und wohltätiges Wirken
- durch besondere Leistungen auf eigenem Tätigkeitsfeld oder andere hervorragende Arbeit, die dem Ansehen Indiens im Aufenthaltsland der Person gedient hat und
- durch das hohe Ansehen fähiger Personen, wodurch das Prestige von Indien im Ausland verbessert wurde (für ehrenamtliche Tätigkeit).